# Gârbău (gmina)
Gârbău – gmina w Rumunii, w okręgu Kluż. Obejmuje miejscowości Cornești, Gârbău, Nădășelu, Turea i Viștea. W 2011 roku liczyła 2440 mieszkańców.